# Batalla de Pamplona
La batalla de Pamplona se produjo el 20 de mayo de 1521 entre las tropas castellanas y las navarras, que tenían el apoyo de las francesas, tras la conquista de Navarra realizada por las tropas castellanas en 1512. Se sumó una sublevación de una pequeña parte de la población navarra con una rápida toma del castillo de Pamplona y de toda Navarra con escasas víctimas.
Enrique II consiguió el apoyo de Francisco I para recuperar el Reino de Navarra, aprovechando la aparente debilidad de la Corona de Castilla, enfrentada en la guerra de las Comunidades. Pero la reconquista se inició tarde, cuando los comuneros ya estaban neutralizados, en mayo de 1521. Entonces tuvo lugar un alzamiento generalizado en toda Navarra, incluyendo las ciudades beaumontesas como era la ciudad de Pamplona, que había sido preparado desde el interior. Al mismo tiempo, las tropas mandadas por el general Lesparre, compuestas por 12 000 infantes, en su mayoría gascones, y que contaban con artillería pesada, rindieron el 15 de mayo San Juan Pie de Puerto, posteriormente Roncesvalles y Burguete. 
La población de Pamplona se alzó y Antonio Manrique de Lara, duque de Nájera y virrey de Navarra, salió de Pamplona hacia Alfaro el 17, siendo asaltado en el camino y saqueado. Los escasos soldados castellanos que se quedaron se encastillaron en la fortaleza de Pamplona. Entre ellos estaba el capitán guipuzcoano Íñigo López de Loyola (que posteriormente adquirió el nombre de religión de Ignacio por devoción al santo de Antioquía), que fue herido en las piernas en el bombardeo realizado durante seis horas para rendir la plaza. Entre los atacantes se hallaban los dos hermanos de Francisco de Javier, Miguel y Juan, que se quedarían al cuidado de la ciudad.
La recuperación del reino no había sido muy sangrienta. Se produjeron enfrentamientos con unos 1000 guipuzcoanos en el monte Zengarrén, donde hubo unos 17 muertos y otros cuatro muertos en Yesa, cuando se cortó el paso a tropas que huían, además de los heridos en la fortaleza de Pamplona. Posteriormente tampoco se produjeron episodios de depuración con la población beaumontesa.
La rápida reacción del ejército castellano, con el reclutamiento de un ejército de 30 000 hombres bien pertrechados, entre ellos muchos de los comuneros vencidos en su guerra interna para redimir su pena, y los errores del general Lesparre, que se dirigió con el grueso de las tropas a sitiar Logroño sin afianzar la recuperación del reino, llevaron a que en la batalla de Noáin se produjera una derrota de los navarro-gascones y, por tanto, la pérdida de la independencia de Navarra.
Las tropas castellanas recuperarían Pamplona en julio.